# Anthony Rooley
Anthony Rooley (ur. 10 czerwca 1944 w Leeds) – brytyjski lutnista.

## Życiorys
W latach 1965–1968 uczył się gry na gitarze w klasie Hectora Quine’a w Royal Academy of Music w Londynie. W zakresie gry na lutni był samoukiem. W 1969 roku wspólnie z Jamesem Tylerem założył zespół wokalno-instrumentalny Consort of Musicke, specjalizujący się w wykonawstwie muzyki okresu renesansu. Działalność zespołu miała charakter pionierski, dokonał on wielu nagrań płytowych z madrygałami takich kompozytorów jak Cypriano de Rore, Orlando di Lasso, Claudio Monteverdi, Carlo Gesualdo, Sigismondo d’India, John Dowland czy Orlando Gibbons. W 1976 roku Rooley objął funkcję dyrektora Early Music Center w Londynie, w 1993 roku założył natomiast własną wytwórnię płytową Musica Oscura.
W latach 1969–1971 wykładał w Royal Academy of Music, później prowadził liczne kursy w Wielkiej Brytanii, Szwajcarii, Włoszech i Japonii. Koncertował jako lutnista w Europie, na Bliskim Wschodzie i Ameryce Północnej, często jako akompaniator śpiewaczki Emmy Kirkby. Opublikował prace A New Varietie of Lute Lessons (1975), The Penguin Book of Early Music (1976) i Performance: Revealing the Orpheus Within (1990). Wydał wszystkie kompozycje na lutnię Johna Dowlanda.